# 霍羅迪謝 (博拉廷市鎮)
50°42′26″N 25°15′36″E / 50.70722°N 25.26000°E
霍羅迪謝（羅馬化：Horodyshche）是烏克蘭西部沃倫州的村落，為盧茨克區之博拉廷市鎮所轄，始建於1577年，面積0.75平方公里，海拔高度201米，2001年人口841，人口密度每平方公里1,115.38人。